# Ondskans spår
Ondskans spår (eng: Fallen) är en amerikansk thrillerfilm från 1998 i regi av Gregory Hoblit. I huvudrollerna ses Denzel Washington, Embeth Davidtz, James Gandolfini, John Goodman, Donald Sutherland och Elias Koteas.

## Rollista i urval
- Denzel Washington - Detective John Hobbes
- John Goodman - Detective Jonesy
- Donald Sutherland - Lt. Stanton
- Embeth Davidtz - Gretta Milano
- James Gandolfini - Lou
- Elias Koteas - Edgar Reese
- Gabriel Casseus - Art
- Michael J. Pagan - Sam Hobbes
- Robert Joy - Charles Olomghg